# Unión Católica (España)
La Unión Católica fue un partido político español de carácter confesional que existió entre 1881 y 1884. Fue fundado por Alejandro Pidal y Mon más el conde de Orgaz y el conde de Canga Argüelles. Provenían de una parte de la corriente neocatólica que se había unido al carlismo durante el Sexenio Democrático, algunos de los cuales lo habían abandonado tras tomar las armas el pretendiente al trono Carlos de Borbón y Austria-Este (Carlos VII).
El nuevo partido fue fruto del nuevo posibilismo respecto de los regímenes liberales iniciado por el nuevo papa León XIII, que contrastaba con el completo rechazo de su antecesor Pío IX, autor del Syllabus.  Su nombre respondía al propósito de unir a todos los católicos, tanto carlistas como alfonsinos. Pero la posibilista Unión Católica seguiría siendo minoritaria frente al sector tradicionalista que encabezará Cándido Nocedal, fundador del influyente periódico integrista El Siglo Futuro, como se demostrará con la peregrinación a Roma de 1882 para «desagraviar» al papa anterior Pío IX y que Nocedal intentará aprovechar para descalificar a la Unión Católica y a los defensores del posibilismo, siendo desautorizado finalmente por el Vaticano. El propio papa se vio obligado a intervenir e hizo pública la carta encíclica Cum Multa dirigida exclusivamente a los católicos españoles, pero que no consiguió su propósito de poner fin a la división entre ellos. León XIII indicaba en Cum Multa la necesidad de «huir la equivocada opinión de los que mezclan [e] identifican la religión con algún partido político, hasta el punto de tener poco menos que por separado del catolicismo a los que pertenecen a otro partido. Esto, en verdad, es meter malamente los bandos en el augusto campo de la religión, querer romper la concordia fraterna y abrir la puerta a multitud de inconvenientes».
El objetivo principal del partido era adherir al régimen de la Restauración a los carlistas, para que todos los católicos españoles defendiesen sus intereses políticos de manera conjunta y posibilista. El eje de su doctrina era el catolicismo, al que se supeditaba cualquier acción política. Eso se reflejaba en sus órganos internos y así su primer presidente fue Juan Ignacio Moreno y Maisanove, arzobispo de Toledo. El partido nunca alcanzó una fuerza relevante y siguiendo las indicaciones del papa León XIII[cita requerida] se incorporó al Partido Liberal-Conservador en enero de 1884.
Tuvo por órganos periodísticos primero El Fénix, diario dirigido por Ceferino Suárez Bravo, y después La Unión, dirigido por Damián Isern.